# Космічний пірат капітан Харлок (фільм, 2013)
«Космічний пірат капітан Харлок» (яп. 宇宙海賊キャプテンハーロック, Uchū Kaizoku Kyaputen Hārokku, випущений під назвою Space Pirate Captain Harlock у Японії) — японський 3D аніме-фантастичний фільм 2013 року, знятий у жанрі комп'ютерної графіки режисером Сіндзі Арамакі. Це найдорожчий японський аніме-фільм усіх часів, його виробничий бюджет склав 3 мільярди єн (30 мільйонів доларів). Фільм став касовим провалом, зібравши лише 19 мільйонів доларів з 30 мільйонів доларів бюджету.

## Сюжет
У далекому-далекому майбутньому людство почало заселяти Всесвіт. Коли у 2977 році чисельність людей досягла 500 мільярдів, а ресурси галактики почали вичерпуватися, багато хто вирішив повернутися на Землю, спричинивши кровопролитну війну, яку потім назвали «Війною за Повернення Додому». Війна закінчується лише тоді, коли авторитарний уряд «Союз Гаї» оголошує Землю «Священною планетою», забороненою для людства. Але проти цього рішення був безсмертний космічний пірат Харлок, той кого безуспішно розшукував «Союз Гаї». За допомогою чотирьох елітних кораблів з двигунами на темній матерії, якими керував Харлок «Союз Гаї» запобігає реколонізації Землі. Але «Союз Гаї» почав видавати окремі дозволи для заселення еліти. Розлючений цією зрадою, Харлок підняв повстання. На своєму кораблі «Аркадія», що зазнав серйозних пошкоджень, Харлок просить нібелунга Мііме загорнути Землю темною матерією з корабля. Харлок маючи намір оточити Землю захисним силовим полем, натомість робить її непридатною для життя. Темна материя знищила все живе. «Аркадія» вціліла, але назавжди змінюється. Тепер безсмертний пірат, Харлок присягається спокутувати провину.
«Союз Гаї» приховує стан Землі за допомогою гігантської голограми, щоб зберегти владу. Харлок і його команда встановлюють 100 просторових бомб, щоб «почати все спочатку». Адмірал Ісора вербує свого молодшого брата Яму вбити Харлока. Яма погоджується, відчайдушно намагаючись спокутувати провину за нещасний випадок у дитинстві, який паралізував Ісору і серйозно травмував їхнє взаємне кохання, Намі. Харлок, знаючи про його план, дозволяє Ямі проникнути в свою команду. Під час місії зі встановлення передостанньої бомби Яма дізнається, що план Харлока полягає в тому, щоб порушити хід часу і змінити історію, підірвавши боєголовки в стратегічних місцях по всьому всесвіту, що розімкне точки з'єднання часу і простору. Коли під час встановлення 99 бомби місія провалюється, Яма прирікає себе на загибель, щоб врятувати товариша по команді. Харлок рятує Яму, який на мить замислюється над тим, щоб стратити Харлока. На борту «Аркадії» слова і поведінка Харлока, а також схвалення екіпажу переконують Яму піти за Харлоком.
«Союз Гаї» дозволяє Ісорі використати суперзброю «калейдоскоп зірок», щоб зупинити Харлока. Харлок уникає флоту Гайї за допомогою голограм. Ісора знищує «Аркадію» суперзброєю, але це інша голограма. Справжня «Аркадія» влаштовує засідку на флот, таранить Океанус — флагманський корабель Ісори, а Харлок бере екіпаж у заручники. Опинившись на Землі і подолавши велику голограму, екіпаж жахається долі Землі. Ісора розкриває Ямі минуле Харлока, та його вину за спотворення Землі. Ісора каже, що Харлок має намір знищити нинішній всесвіт, щоб відродився новий.
Шокований, Яма стає на бік Ісори, і «Аркадія» віддаляється від Землі, вочевидь, з власної волі корабля. Яма допомагає Ісорі та його команді захопити «Аркадію». Після того, як корабель і екіпаж потрапляють у полон, Ісора стикається з Намі, яка повідомила Ямі про його тактичні плани. Намі усвідомлює, що вона є джерелом мук Ісори, а не Яма. Намі провокує Ісору на відключення системи життєзабезпечення. Помираючи, Намі зізнається, що кохає його і готова пожертвувати собою заради його спокою.
Ісора бреше про смерть Намі. Не повіривши Ісорі та переслідуваний смертю Намі, Яма повертається на Землю, де знаходить галявину з квітами. Яма перериває публічну страту Харлока і звільняє команду «Аркадії». Яма каже, що і він, і Харлок помилялися, і показує їм квітку. Окрилений можливістю мирно «почати все спочатку», Харлок відмовляється від своїх попередніх планів і вирішує викрити «Союз Гаї».
Аркадія ухиляється від флоту Гаї і знищує земні випромінювачі голограм. Виявлена правда про стан Землі дестабілізує «Союз Гаї», яка залежала від квазірелігійного поклоніння Землі для легітимізації свого правління. Відчайдушно намагаючись стримати ситуацію, лідер «Союзу Гаї» вирішує використати пучкову гармату Юпітера, щоб знищити Аркадію. Усвідомлюючи, що Земля теж може бути знищена, Ісора таранить «Аркадію» і відштовхує її від Землі. Обидва кораблі і команди стикаються один з одним, що призводить до численних жертв з обох сторін.
Яма стикається з Ісорою. Ісора стріляє в обличчя Ями, наносячи йому шрам, подібний до шраму Харлока. Харлок смертельно ранить Ісору, рятуючи Яму. Коли Ісора попереджає їх про пучкову гармату, Харлок зауважує, що Ісора був єдиним, хто залишився вірним Землі. Харлок просить Мііме вивільнити темну матерію Аркадії, щоб захистити Землю. Оскільки «Аркадія» віддалилася від Землі й була захищена щитом з темної матерії, і Земля, і «Аркадія» пережили вибух гармати. Помираючи, Ісора пояснює, що врятував Землю, бо знав, що Намі та їхня мати любили квіти.
Після того, як уламки «Аркадії» падають на Землю, Харлок встановлює останній детонатор і каже, що ще одна Війна за повернення додому неминуча. Вважаючи Землю подарунком від Намі та Ісори, Яма відмовляється її знищувати. Вдоволений його відповіддю, Харлок віддає детонатор Ямі і каже, що всесвіту потрібен міф про капітана Харлока. Коли флот «Союзу Гаї» стикається з «Аркадією», екіпаж прокидається, начебто зцілений темною матерією, і корабель тікає, тепер під командуванням Ями, який стає новим капітаном Харлоком.

## Акторський склад
- Міура Харума — Яма Дайба (Logan в англійському випуску)
- Шун Огурі — капітан Харлок
- Ю Аой — Мііме (в англійському релізі — Mimay)
- Арата Фурута — Яттаран (Yullian у випуску для США)
- Аяно Фукуда — Торі-сан
- Тошіюкі Морікава — Ісора Дайба (Ezra в англійському випуску)
- Сакамото Маая — Намі
- Міюкі Савасіро — Кей
- Кіоші Кобаясі — Рудзін
- Чікао Оцука — Соукан

## Фільмування
У 2010 році Toei Animation розробила пілотний проєкт комп'ютерно-графічного римейку попереднього телесеріалу за мотивами манґи і представила його на Токійському міжнародному аніме-ярмарку того ж року. Наступного року вони представили допрем'єрний показ «Космічного пірата Капітана Харлока» на Міжнародному фестивалі анімаційних фільмів в Ансі. Це найбільший виробничий бюджет Toei за всю історію компанії, що становить понад 30 мільйонів доларів США. Історію реконструював письменник Харутоші Фукуї, щоб відобразити теми сучасного суспільства, а компанія Toei забезпечила фільм новітніми технологіями виробництва. З виробничим бюджетом у 3 мільярди єн (30 мільйонів доларів США), фільм перевершив «Steamboy» Отомо Кацухіро (2004), ставши найдорожчим японським аніме-фільмом усіх часів.
Для промоції випустили англомовний міжнародний тизер-трейлер, який показали в конкурсі 70-го Венеційського міжнародного кінофестивалю, а також на 33-му Гавайському міжнародному кінофестивалі.

## Переклад українською
Субтитри: Дев'ятко Наталія

## Сприйняття

### Касові збори
До вересня 2013 року фільм зібрав у японському прокаті 437 326 416 єн (4 452 519 доларів США), а згодом — 500 мільйонів єн (5 123 179 доларів США).
Космічний пірат капітан Харлок є найуспішнішим японським фільмом, коли-небудь показаним в Італії, зібравши близько $6,8 млн на кінець січня 2014. Заробивши більше у Франції та Італії, ніж у Японії, фільм зібрав за кордоном $13,557,798, а його загальні світові збори склали $18,680,977.

### Відгуки
Фільм отримав змішані відгуки критиків. Режисер Джеймс Кемерон похвалив фільм за CGI-анімацію та використання 3D.

### Нагороди
Фільм був визнаний найкращим міжнародним анімаційним фільмом на п'ятій щорічній премії 3D Creative Arts Awards, що відбулася на студії Warner Bros. у Лос-Анджелесі 28 січня 2014 року. Він був номінований на премію Японської академії за анімацію року на 37-й премії Японської академії. Він отримав премію Люм'єр у категорії «Найкращий міжнародний 3D повнометражний анімаційний фільм» на премії 3D Creative Arts Awards (2014).